# Perserrepe
Perserrepe (Lolium persicum) är en gräsart som beskrevs av Pierre Edmond Boissier och Rudolph Friedrich Hohenacker. Enligt Catalogue of Life ingår Perserrepe i släktet repen och familjen gräs, men enligt Dyntaxa är tillhörigheten istället släktet repen och familjen gräs. Arten förekommer tillfälligt i Sverige, men reproducerar sig inte. Inga underarter finns listade i Catalogue of Life.